# Ispahbudhan

La Casa d'Ispahbudhan o la Casa d'Aspahbadh va ser un dels set Grans clans o Cases de l'Imperi Sassànida originaris de la Pàrtia. Com els Sassànides, ells reivindicaven ser descendents dels Aquemènides. També es consideraven descendents d'Esfandiyār.